# نت جر كا رع
نتجر كا رع سبتاح (ويُعرف أيضًا باسم نيتيقرتي سيبتاح، ويُحتمل أن يكون الأصل التاريخي للشخصية الأسطورية نيتوكريس؛ تُوفي نحو عام 2210 قبل الميلاد) كان ملكًا مصريًا قديمًا، والسابع والأخير من ملوك الأسرة السادسة. يصنّفه بعض الباحثين كأول ملوك الأسرة السابعة أو الثامنة. وبصفته آخر ملوك الأسرة السادسة، يُعتبر نتجر كا رع سبتاح لدى بعض علماء المصريات آخر ملوك فترة المملكة القديمة.
حكم نتجر كا رع سبتاح لفترة قصيرة في أواخر القرن الثالث والعشرين قبل الميلاد، في وقت كانت فيه السلطة الملكية تنهار بينما كانت قوة حكّام الأقاليم المحليين (النومارخات) في تصاعد. وعلى الرغم من كونه ذكرًا، يُرجّح العديد من العلماء أن نتجر كا رع سبتاح هو نفسه الحاكم الأنثى نيتوكريس التي ذكرها كل من هيرودوت ومانيتون.

## التوثيق
يظهر الاسم الملكي "نتجر كا رع" في السجل رقم 40 من قائمة ملوك أبيدوس، وهي قائمة ملوك أُعدّت خلال عهد الملك سيتي الأول. حيث يرد اسم "نتجر كا رع" مباشرة بعد "مرنرع نمتي إم ساف الثاني" في القائمة.
كما تم توثيق الاسم الملكي "نتجر كا رع" أيضًا على أداة نحاسية واحدة مجهولة المصدر، محفوظة حاليًا في المتحف البريطاني.
أما الاسم الشخصي "نيتيقرتي سيبتاح"، فقد نُقش في بردية تورين، في العمود الخامس، الصف السابع (أو العمود الرابع، الصف السابع وفقًا لإعادة بناء غاردينر للبردية).

## مقالات ذات صلة
- الأسرة المصرية السابعة
- قدماء المصريين
- قائمة الفراعنة